# Стари мост у Мостаћима
Стари мост у Мостаћима или Мост на Бари премошћује ријечицу Бару. Налази се у градском насељу Мостаћи у Требињу.

## Опште карактеристике
Припада групи тзв. малих сеоских камених мостова који су грађени на нужним комуникацијама у херцеговачком кршу и то на мањим ријекама, понорницама и потоцима.
Тачно вријеме изградње Старог моста у Мостаћима није познато, али из самог назива села ( Мостаћи ) може се претпоставити да је веома стар.

## Стил градње
Рађен је на традиционално конзервативан начин, највјероватније од стране домаћег градитеља. Мост је изграђен у сеоској рустикалној форми од ломљеног камена са два преломљена лука. Сводови и чеони зидови изведени су у сухозидини, само грубо приклесаним каменом са најближег налазишта. Форма није дефинисана, тако је прелом у врху прешао у заобљење. Ширина лукова је различита, један је 2,6 m ширине, а други 2,25 m. Подножје моста ојачано је бетонским темељима. На удаљености од 5 m, узводно од Старог моста, изграђен је 1998/1999. године нови бетонски мост преко кога се одвија саобраћај.